# Gregory (Bischof, Ross)
Gregory († Februar 1195) war ein schottischer Geistlicher. Ab 1161 war er Bischof von Ross.
Über sein Leben vor seiner Ernennung ist nichts bekannt, und auch aus seiner Amtszeit sind nur wenige Details überliefert. Er wurde 1161 von Bischof Arnald von St Andrews zum Bischof geweiht, der von Papst Alexander III. zum Päpstlichen Legaten für Schottland ernannt worden war. Gregory bezeugte nur je eine Urkunde der Könige Malcolm IV. und Wilhelm I. Als einziger schottischer Bischof nahm er 1179 am Dritten Laterankonzil teil.